# Johann Carl Wilhelm Voigt
Johann Carl Wilhelm Voigt, modernisiert Johann Karl Wilhelm Voigt (* 20. Februar 1752 in Allstedt; † 1. Januar 1821 in Ilmenau), war ein deutscher Mineraloge und einer der Hauptgegner der Wernerschen Lehre vom Neptunismus im Basaltstreit.

## Familie
Voigt war ein Sohn des Rats und Justizamtmanns Gottlieb Wilhelm Voigt im Amt Allstedt. Sein älterer Bruder Christian Gottlob von Voigt war Hofrat und Minister im Großherzogtum Sachsen-Weimar-Eisenach. Sein Sohn Bernhard Friedrich Voigt (1787–1859) wurde ein bekannter Verleger.

## Leben

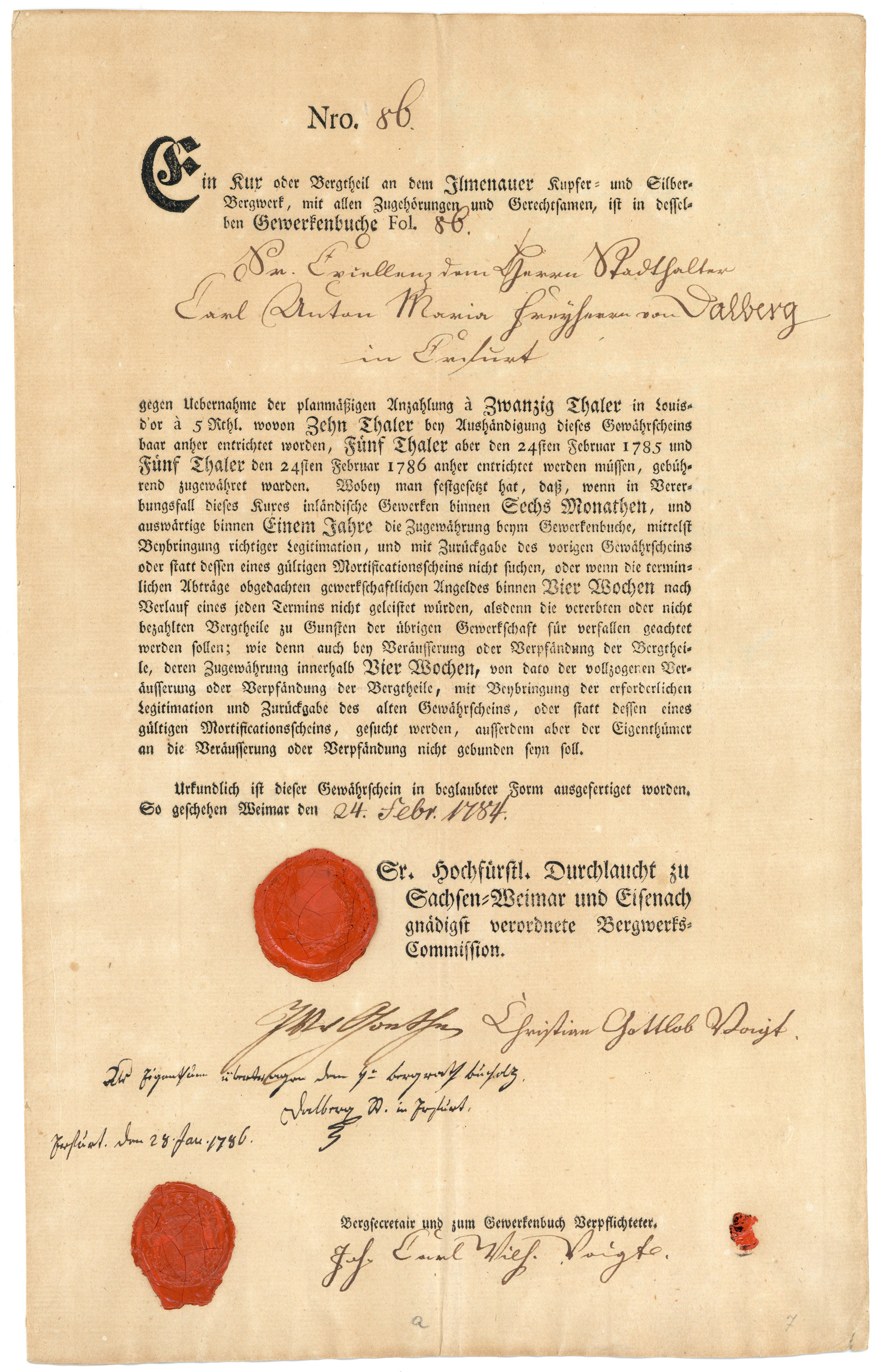
Ein Kux des Ilmenauer Kupfer- und Silber-Bergwerks über 20 „Thaler“, ausgegeben am 24. Februar 1784 in Weimar, unterschrieben von J. W. v. Goethe, Christian Gottlob Voigt und Joh. Carl Wilh. Voigt. Eingetragen auf Karl Theodor Freiherr von Dalberg, Statthalter in Erfurt.

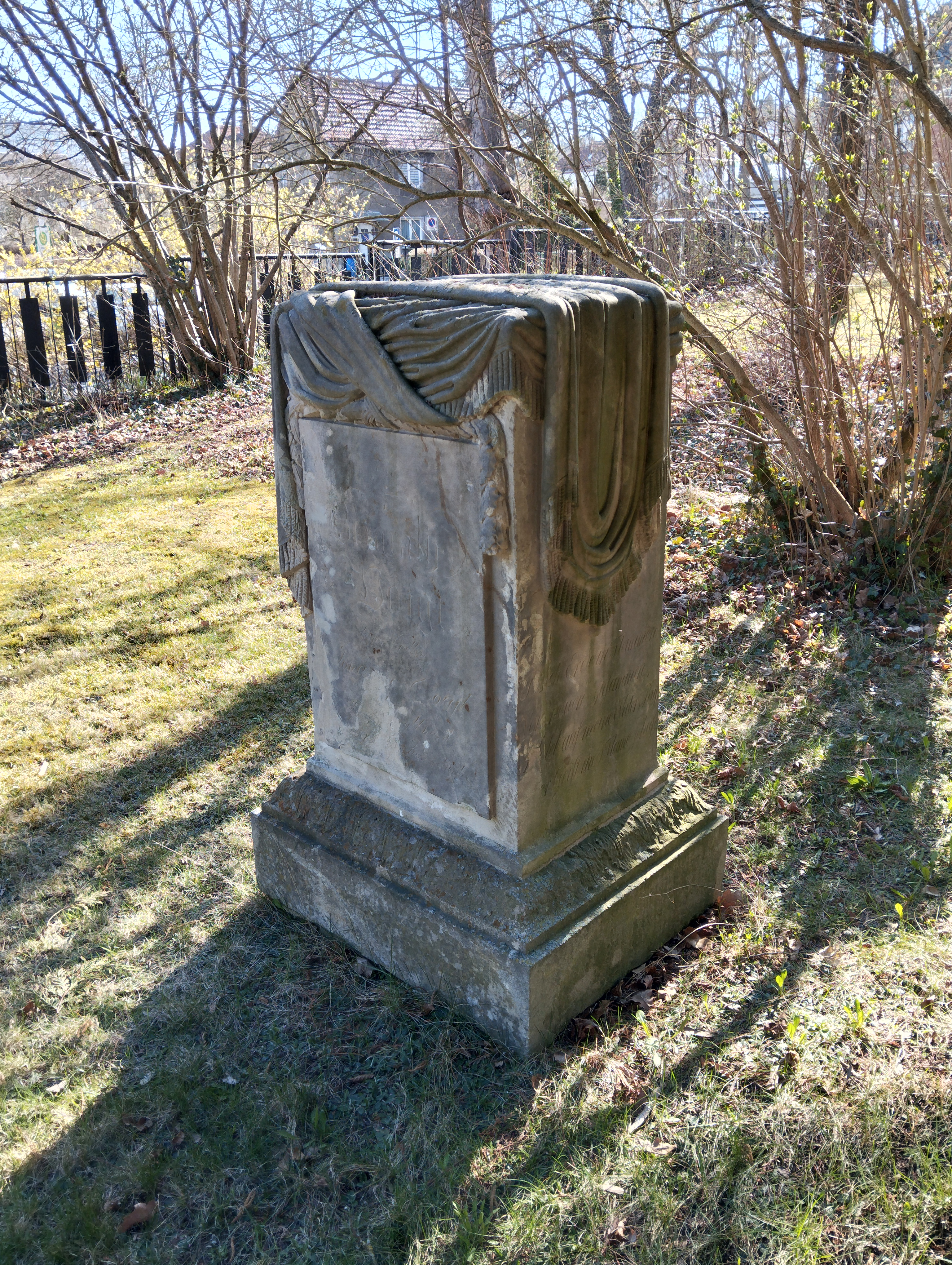
Das Grab von Johan Carl Wilhelm Voigt in Ilmenau.

Voigt besuchte von 1768 bis 1773 die Klosterschule Roßleben.  Nach dem Studium der Rechtswissenschaft an der Universität Jena von 1773 bis 1775 studierte er ab 1776 an der Bergakademie Freiberg bei Abraham Gottlob Werner Bergwissenschaften. Anschließend trat er in den Staatsdienst von Sachsen-Weimar-Eisenach.
In dieser Zeit führte Voigt im Auftrag des Ministers Johann Wolfgang von Goethe intensive mineralogische Untersuchungen im gesamten Großherzogtum durch. 1785 ernannte ihn Goethe zum Sekretär der neugeschaffenen Bergwerkskommission in Weimar; 1791 wurde er Bergrat und erhielt die Leitung der Bergwerke in Ilmenau.
Voigt publizierte mehrere mineralogische Werke. Neben Beschreibungen des Großherzogtums Sachsen-Weimar-Eisenach griff Voigt, der insbesondere nach Studium der alten Vulkane der Rhön die Gedanken des Plutonismus vertrat, in seinen Schriften die seinerzeit von Abraham Gottlob Werner geprägte Lehre vom Neptunismus an.
Er prägte den Begriff „Lettenkohle“.
Im Februar 1790 wurde er zum Mitglied der Leopoldina mit dem Beinamen Valerius II. gewählt. Nach ihm ist die Ilmenauer Bergrat-Voigt-Straße benannt.

## Schriften (Auswahl)
- Mineralogische Reisen durch das Herzogthum Weimar und Eisenach und einige angränzende Gegenden, in Briefen von Joh. Carl Wilhelm Voigt. Erster Theil. Dessau 1782 (Digitalisat). Zweyter Theil. Weimar 1785 (Digitalisat).
- Drey Briefe über die Gebirgs-Lehre für Anfänger und Unkundige, Weimar 1786 (Digitalisat).
- Daß Aquamarin und Topas nur Eine Gattung ausmachen, Erfurt 1787 (Digitalisat).
- Mineralogische und bergmännische Abhandlungen, 1. Teil, 2. Teil, Leipzig 1789, und 3. Teil, Leipzig 1891.
- Praktische Gebirgskunde, Weimar 1792 (Digitalisat).
- Johann Carl Wilhelm Voigts Erklärendes Verzeichniß seiner neuesten Cabinets von Gebirgsarten. Weimar 1792. Dritte verbesserte Auflage, Weimar 1797 (Digitalisat).
- Mineralogische Reise nach den Braunkohlenwerken und Basalten in Hessen, Weimar 1802 (Digitalisat).
- Versuch einer Geschichte der Steinkohlen, der Braunkohlen und des Torfes, Weimar 1802 (Digitalisat).
- Geschichte des Ilmenauischen Bergbaues nebst einer geognostischen Darstellung der dasigen Gegend. Nebst dem Porträt des Verfassers. Sondershausen und Nordhausen 1821, verlegt von dem Sohne des Verfassers (Digitalisat).